# Dammarie-sur-Loing
Dammarie-sur-Loing ist eine französische Gemeinde mit 460 Einwohnern (Stand: 1. Januar 2022) im Département Loiret in der Region Centre-Val de Loire. Sie gehört zum Arrondissement Montargis und zum Kanton Lorris.

## Geografie
Die Gemeinde Dammarie-sur-Loing liegt etwa 74 Kilometer ostsüdöstlich von Orléans in der Landschaft Gâtinais am Ostrand des Départements Loiret am Canal de Briare und am Fluss Loing, dessen Zufluss Milleron an der nordwestlichen Gemeindegrenze verläuft. Drei aktive Schleusen des Canal de Briare liegen im Gemeindegebiet. Sehenswert sind deren alte Technik und die Marken der Seile aus der Zeit der Treidelschifffahrt, die an der Schleuse Nr. 21, der Écluse du Moulin Brûlé, gut erhalten sind.
Umgeben wird Dammarie-sur-Loing von den Nachbargemeinden Châtillon-Coligny im Norden, Aillant-sur-Milleron im Osten, Rogny-les-Sept-Écluses im Südosten und Süden, Feins-en-Gâtinais im Südwesten, Adon im Südwesten und Westen sowie Sainte-Geneviève-des-Bois im Nordwesten.

## Bevölkerungsentwicklung
| Jahr                       | 1962 | 1968 | 1975 | 1982 | 1990 | 1999 | 2006 | 2013 | 2022 |
| -------------------------- | ---- | ---- | ---- | ---- | ---- | ---- | ---- | ---- | ---- |
| Einwohner                  | 474  | 463  | 406  | 375  | 380  | 467  | 505  | 510  | 460  |
| Quellen: Cassini und INSEE |      |      |      |      |      |      |      |      |      |

## Sehenswürdigkeiten
- Kirche Notre-Dame aus dem 12. Jahrhundert
- Schloss Mivoisin aus dem 18. Jahrhundert
- Schloss Gévrils aus dem 19. Jahrhundert
- Schloss Nailly aus dem 15. Jahrhundert
- Ruine der Schleusentreppe neben der Schleuse Nr. 21 des Canal de Briare

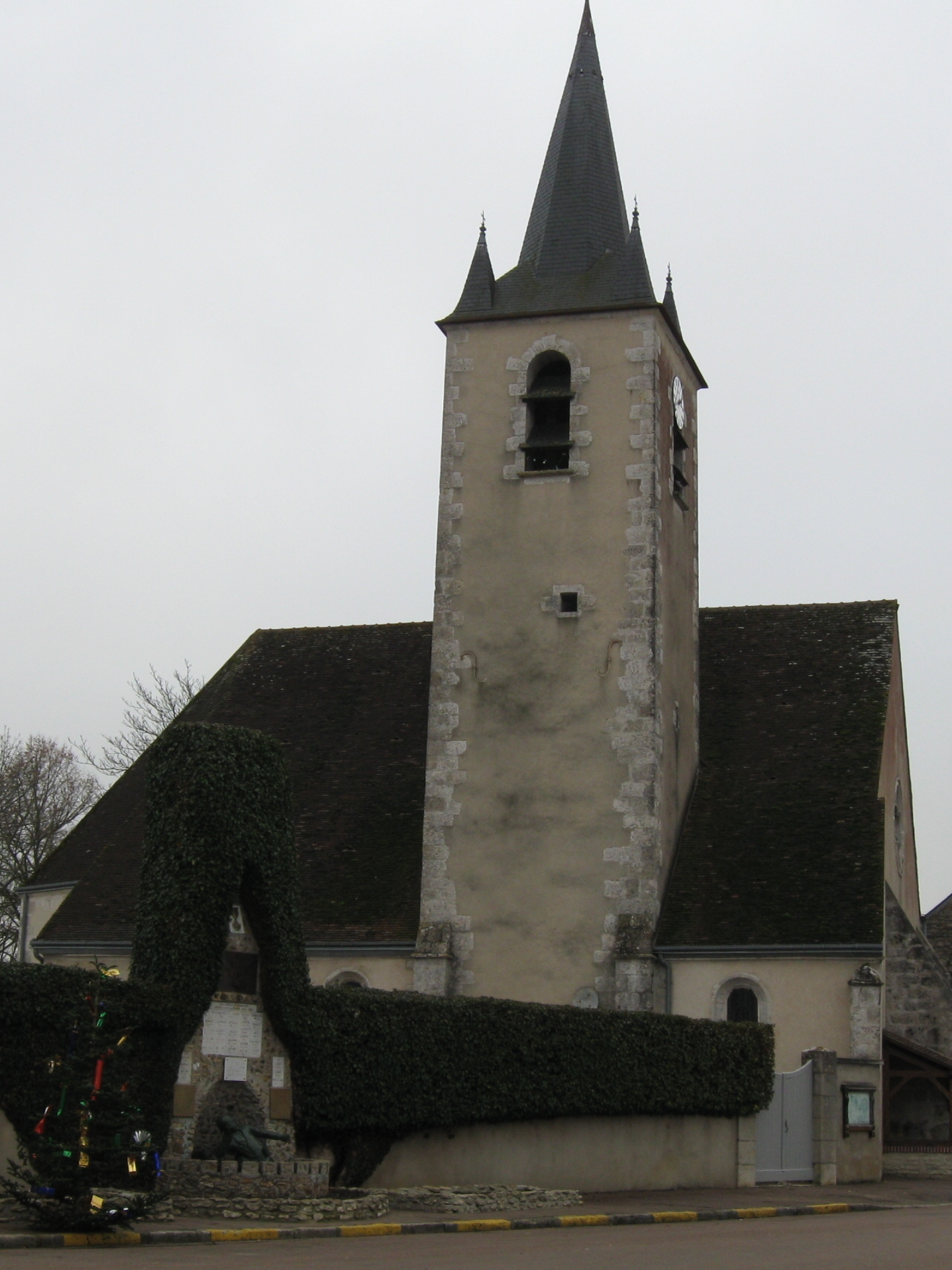
Kirche Notre-Dame
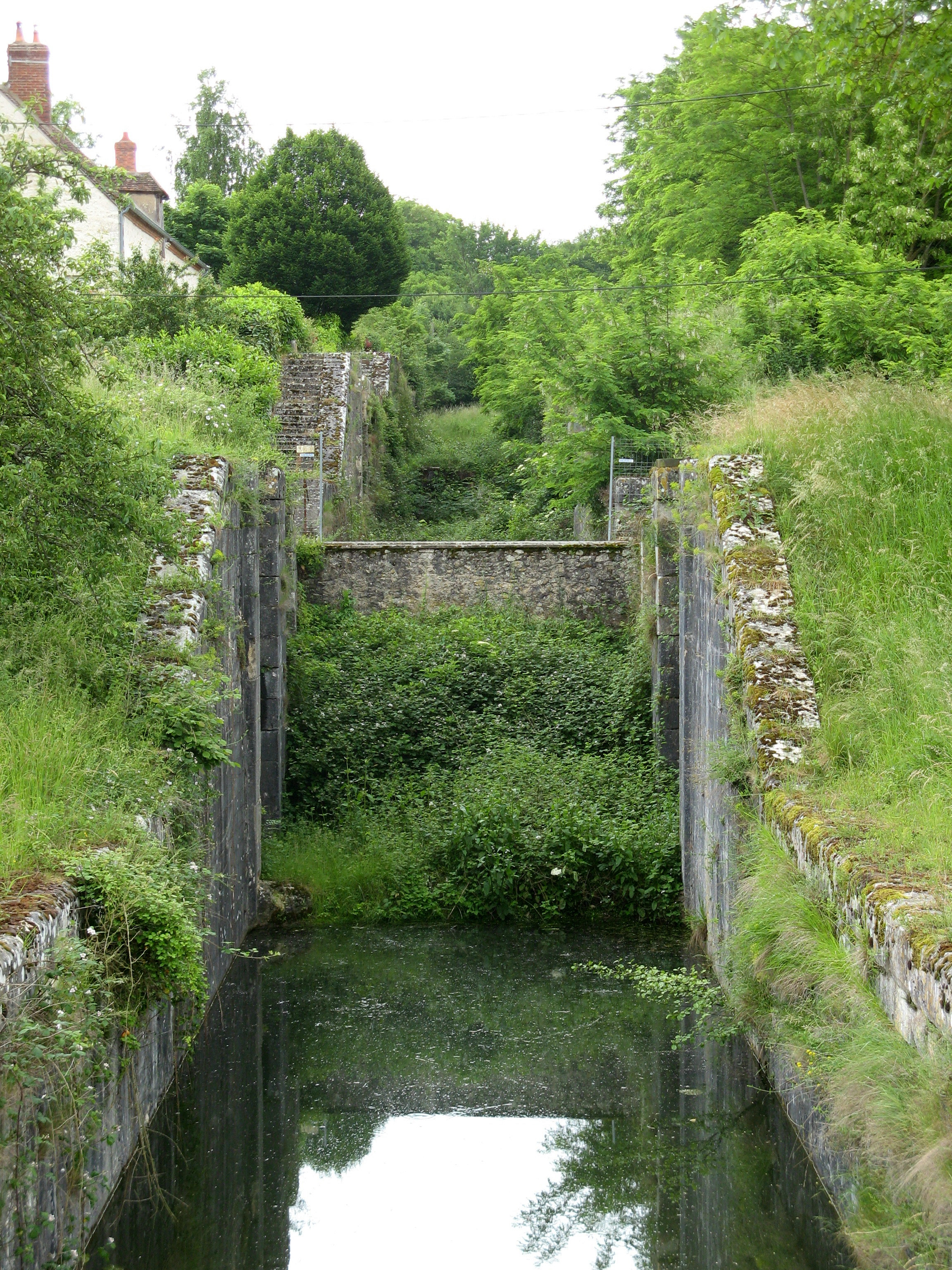
Ruine der Schleusentreppe
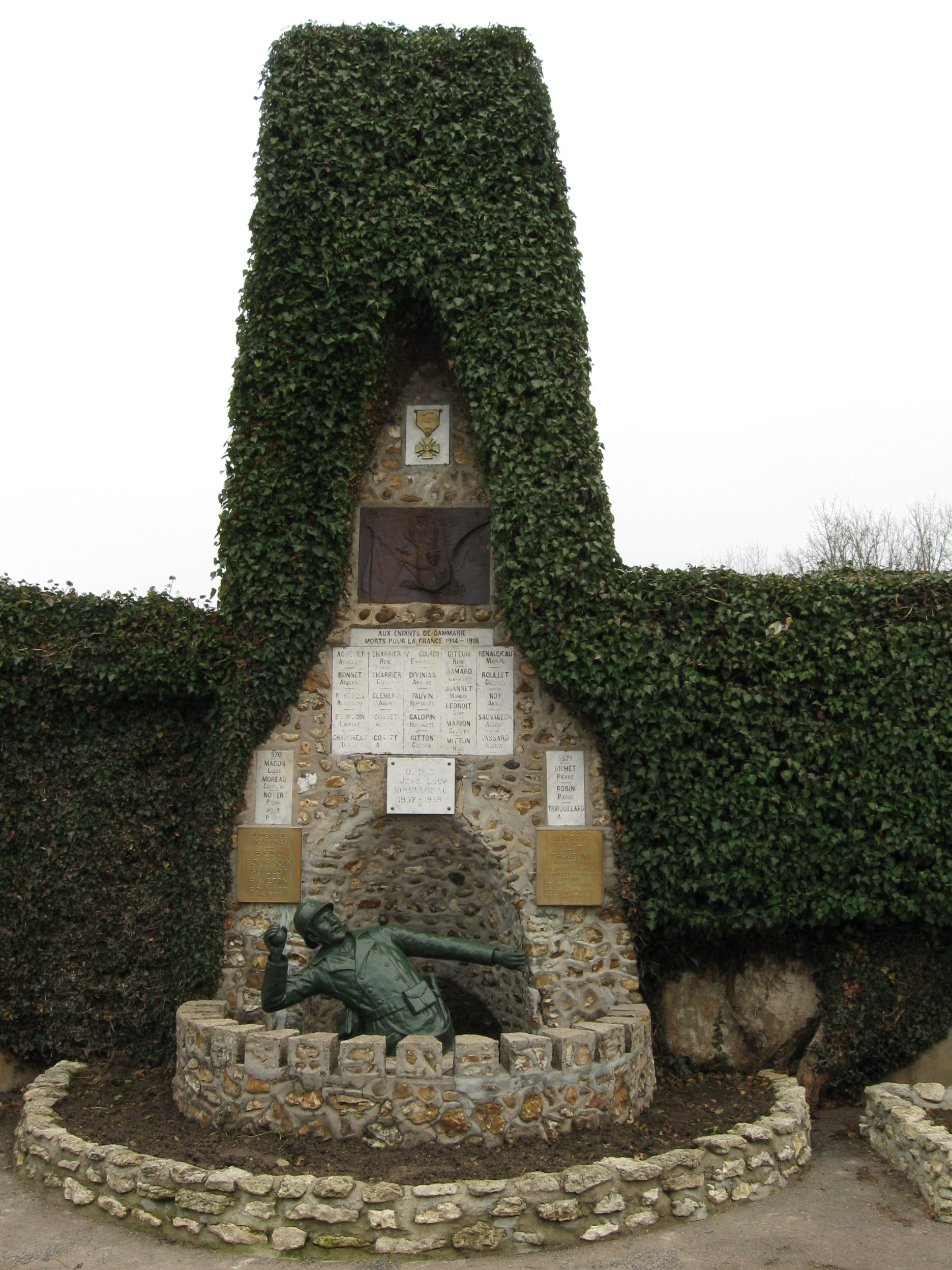
Gefallenendenkmal